# Moeraskrabspin
De moeraskrabspin (Xysticus ulmi) is een spin uit de familie van de krabspinnen (Thomisidae).
Het mannetje wordt 3 tot 4 mm groot, het vrouwtje wordt 5 tot 8 mm. Bij het vrouwtje is het kopborststuk donkerbruin met een lichtgele tot lichtbruine V-vlek. Het achterlijf is bruin met een lichtbruine band en aan het eind twee hoedvormige vlekken. Dit achterlijf is lichtbruin omzoomd. De poten zijn lichtbeige tot bruin van kleur. De mannetjes zijn algemeen veel donkerder van kleur. De soort komt voor in het West-Palearctisch gebied en leeft in moerassen vlak bij water en ook in de mos- en graslaag.